# Seznam vojaških kratic na Z
To je seznam vojaških kratic, ki se pričnejo s črko Z.

## Seznam
- ZB je slovenska vojaška kratica, ki označuje Zaledna baza.
- Zg.
- z.b.V.
- ZNG (hrvaško Zdrug narodne garde) označuje Zbor narodne garde.
- ZO je slovenska vojaška kratica, ki označuje Zračna obramba.
- ZOJIN je slovenska vojaška kratica, ki označuje Zračno opazovanje, javljanje in usmerjanje.
- ZSLO je slovenska vojaška kratica, ki označuje Zvezni sekretariat za ljudsko obrambo.